# Domitília de Castro Canto e Melo

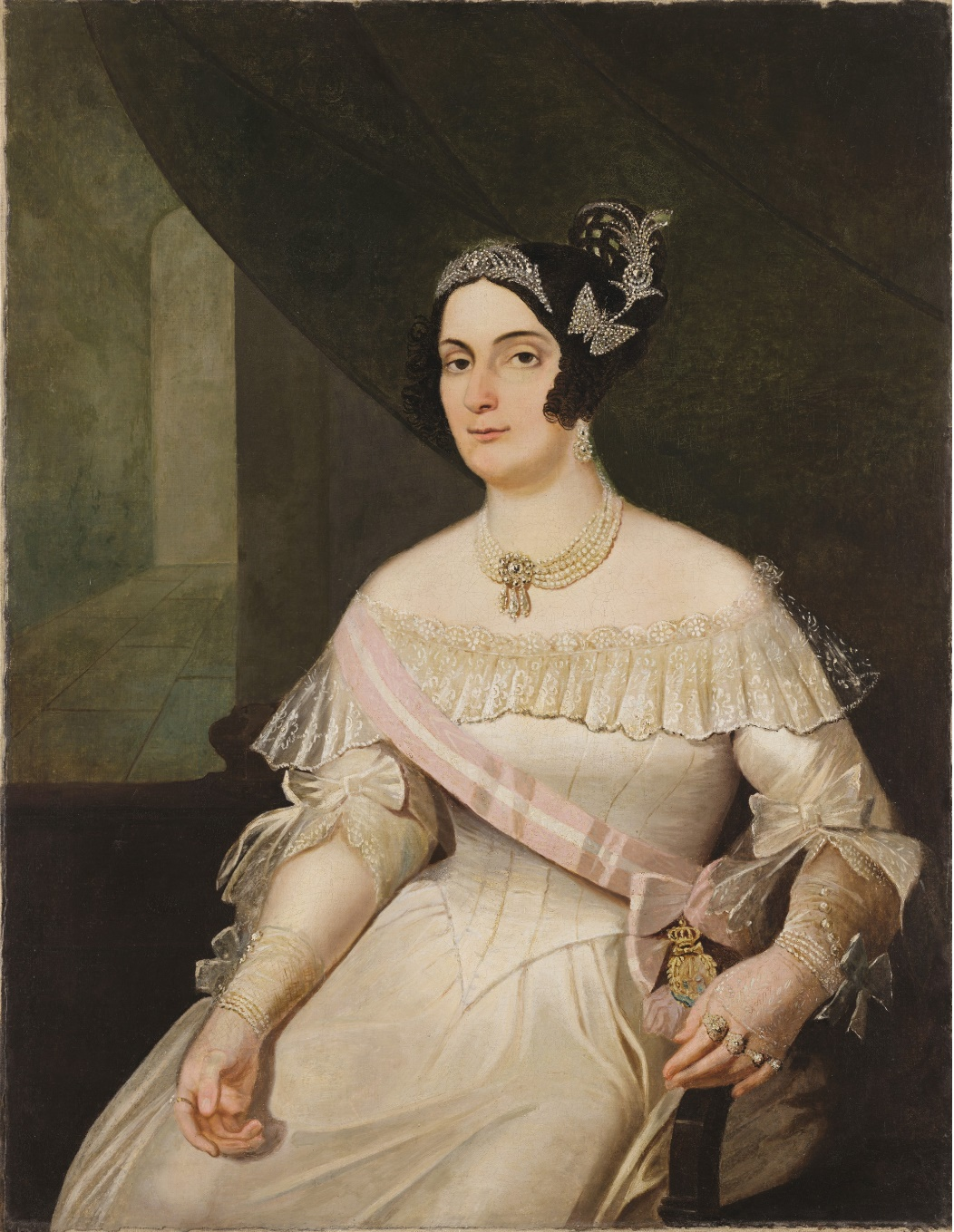
Domitília de Castro Canto e Melo

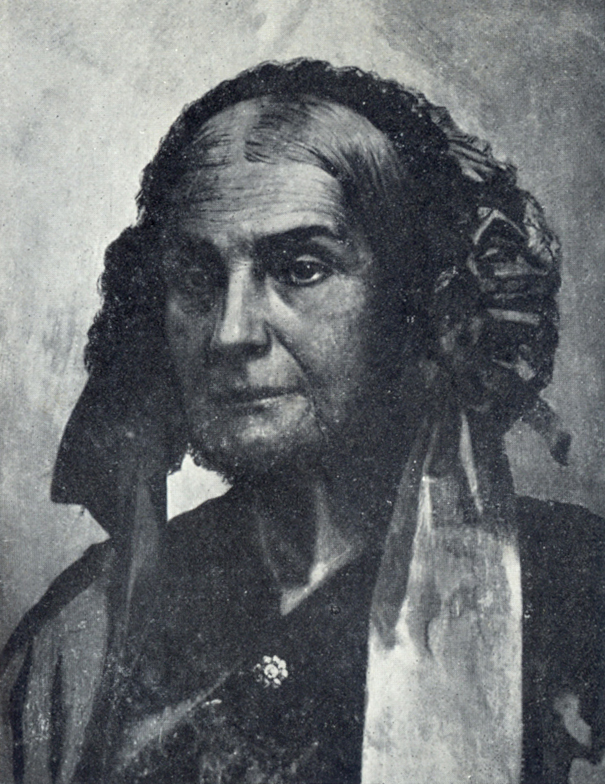
Bildnis um 1865

Domitília de Castro Canto e Melo (* 27. Dezember 1797 in São Paulo; † 3. November 1867 ebenda) war eine Geliebte Kaiser Peters I. von Brasilien und ab 1825 Ehrengräfin von Santos, sie wurde 1826 vom Kaiser zur Markgräfin von Santos (portugiesisch Marquesa de Santos) erhoben.
Ihr Vater, Oberst João de Castro Canto e Melo, stammte von den Azoren, ihre Mutter, Escolástica Bonifácia de Oliveira Toledo Ribas, kam aus einer angesehenen Familie São Paulos. Zwei Brüder, João und José, sowie eine Schwester, Maria Benedita, mit der der Kaiser ein illegitimes Kind hatte, bildeten ihre nächste Verwandtschaft.
Mit ihrem ersten Mann Felicio Pinto Coelho de Mendonça, einem Offizier der Dragoner aus Vila Rica, wurde sie sechzehnjährig am 13. Januar 1813 verheiratet. Von ihm ließ sie sich am 21. Mai 1824 scheiden.
Kurz vor der Unabhängigkeitserklärung Brasiliens 1822 lernte Domitília den jungen Pedro de Alcântara kennen, den Thronprinzen des Königreichs Portugal und nachmaligen Kaiser Brasiliens. Obwohl Pedro bis dahin harmonisch seit 1817 mit der Habsburgerin Maria Leopoldine von Österreich verheiratet war, entwickelte sich zwischen ihm und Domitília eine Liaison. Domitília wurde zur Hofdame der Kaiserin ernannt. Die Kaiserin, die immer mehr unter der Affäre ihres Mannes und ihrer Demütigung litt, starb schließlich am 11. Dezember 1826, angeblich als Folge der Misshandlung durch ihren Mann.
Domitília gebar ihrem Geliebten folgende vier Kinder:
- Isabel Maria (* 23. Mai 1824; † 3. November 1898), wurde von Pedro legitimiert und zur Herzogin von Goiás ernannt
- Pedro (* 7. Dezember 1825; † 27. Dezember 1825)
- Maria Isabel (* 13. August 1827; † 25. Oktober 1828)
- Maria Isabel II. (* 28. Februar 1830; † 13. September 1896), Gräfin von Iguaçu

Domitílias Beziehung mit Pedro dauerte so lange an, bis der Kaiser sie 1829 im Hinblick auf seine bevorstehende Hochzeit mit Amélie, Prinzessin von Leuchtenberg, beendete (diese Bedingung war Inhalt einer der Klauseln im Eheschließungsvertrag).
1833 lernte Domitília ihren zweiten Mann kennen, den Brigadier der Armee Rafael Tobias de Aguiar, mit dem sie sich am 14. Juni 1842 vermählte. Dieser Ehe entsprangen sechs Kinder, Rafael Tobias, João Tobias, Gertrudes, Antônio Francisco, Brasilico und Heitor. Gertrudes und Brasilico starben noch im Kindesalter.
Nach dem Tode ihres Mannes 1857 zog Domitília von Rio de Janeiro nach São Paulo um, wo sie sich um Arme und Bedürftige kümmerte. Ihr Stadtpalais wurde zu einem kulturellen Zentrum der Gesellschaft São Paulos. Das Gebäude (Solar da Marquesa de Santos) kann heute noch besichtigt werden und befindet sich unmittelbar hinter dem Pateo do Collegio.

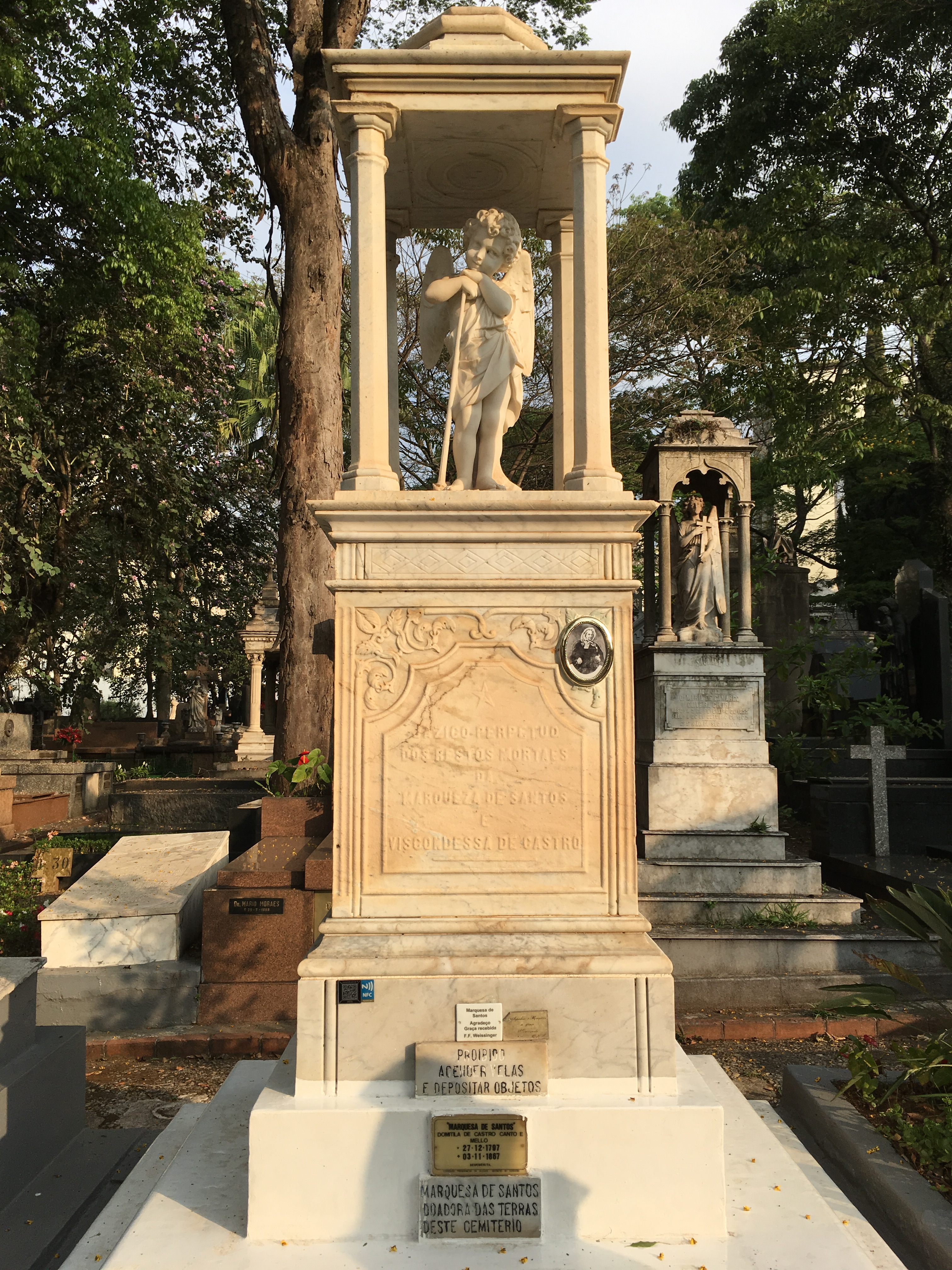
Grabmal Domitilia de Castro

Domitília starb 1867 an Enterokolitis und wurde auf dem von ihr gestifteten Friedhof Cemitério da Consolação in São Paulo beigesetzt.